# Platyosphys
Platyosphys — рід базилозавридів із середнього еоцену (бартон) на сході США та Україні.

## Таксономія
Типовий вид Platyosphys paulsoni спочатку був описаний як Zeuglodon paulsoni у 1873 році на основі кількох хребців з горизонту бартонського віку на півдні України. У своїй монографії 1936 року про Archaeoceti Ремінгтон Келлог визнав особливу природу таксона і ввів новий рід Platyosphys для Z. paulsoni. Ще один новий вид Platyosphys, P. einori, був винайдений для хребців, лопатки та фрагментів ребер у 2001 році.
У початковому описі Basilotritus Platyosphys і вхідні в нього види вважалися nomina dubia, оскільки їх матеріал вважався недостатньо діагностичним для загального чи конкретного рівня. Однак у статті 2015 року з описом археоцетів із Західної Сахари описується новий вид, P. aithai, і повторюється діагностична природа типового виду Platyosphys, припускаючи, що Basilotritus може бути синонімом Platyosphys. Стаття, опублікована в 2020 році, показала, що Platyosphys і Basilotritus є молодшими синонімами Pachycetus, а Platyosphys aithai був названий Antaecetus в 2022 році.